# Domenico Inganni

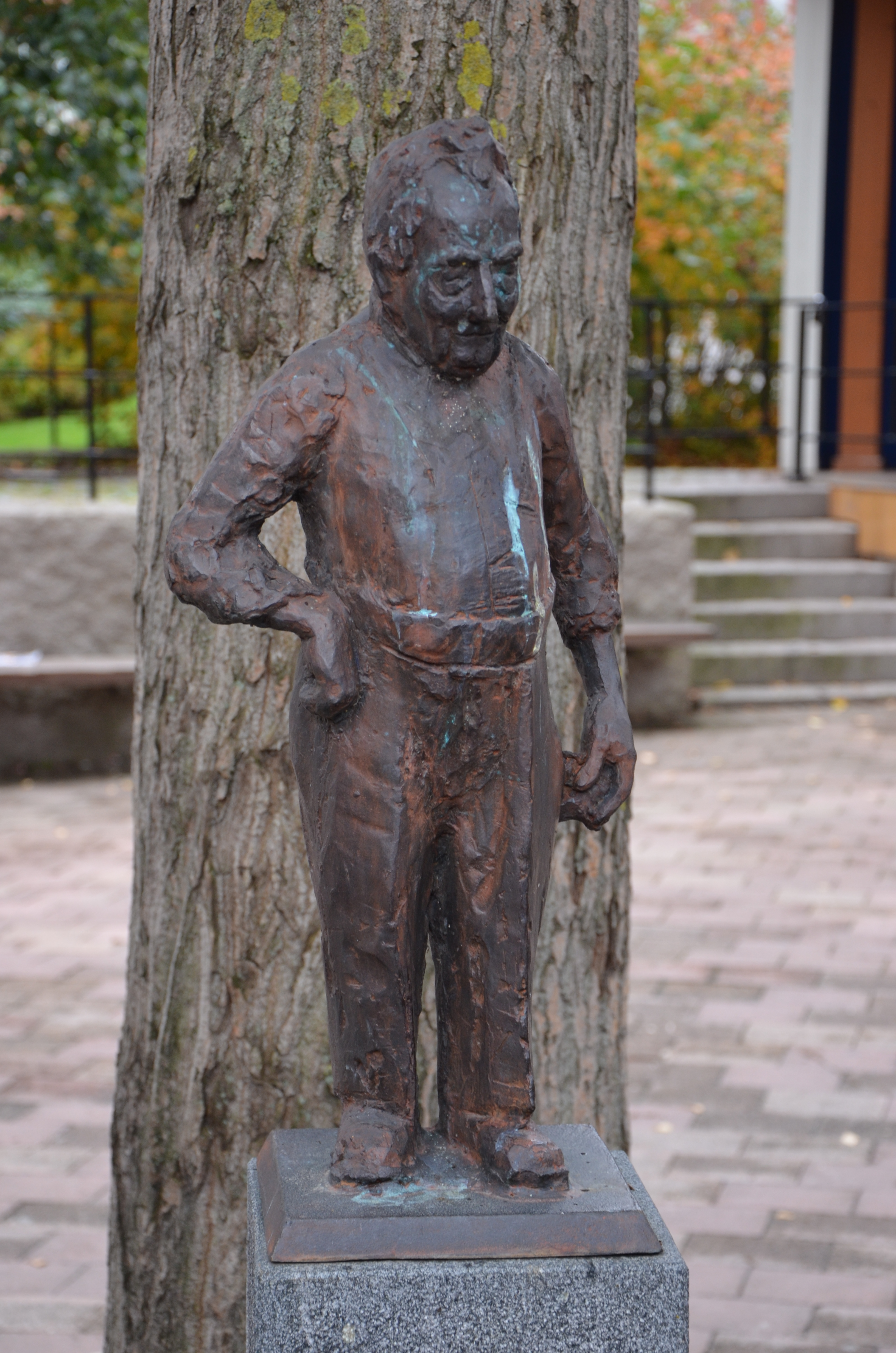
Staty över Domenico Inganni av Mats Åberg i Huddinge centrum

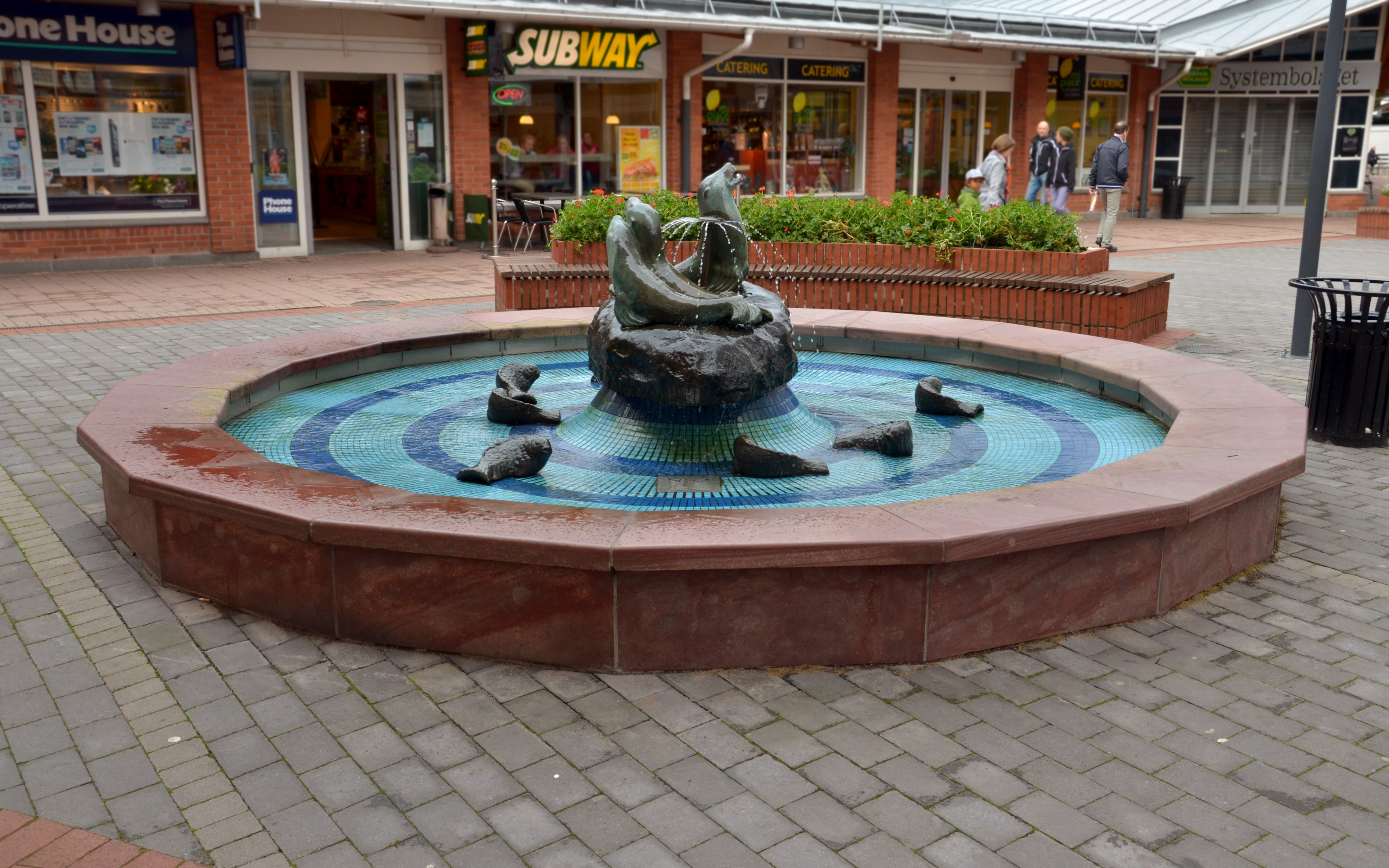
Vattenkonst av Domenico Inganni i Huddinge centrum

Domenico Inganni, född 1903 i Dizzasco, Val d'Intelvi i Lombardiet i Italien, död 1986, var en italiensk-svensk stuckatör och skulptör.
Domenico Inganni kom till Göteborg som femtonåring 1918 med sin morbror. Han var utöver sitt konstnärliga arbete även verksam som lärare i murala tekniker på bland annat Valands konsthögskola i Göteborg och Kungliga Konsthögskolan i Stockholm.
Han är far till konstnären Luigi Inganni.
Han finns avbildad i en staty av sin lärjunge Mats Åberg, som är placerad vid scenen i Huddinge centrum i Huddinge kommun och i Dizzasco i Val d’Intelvi i Lombardiet i Italien.

## Offentliga verk i urval

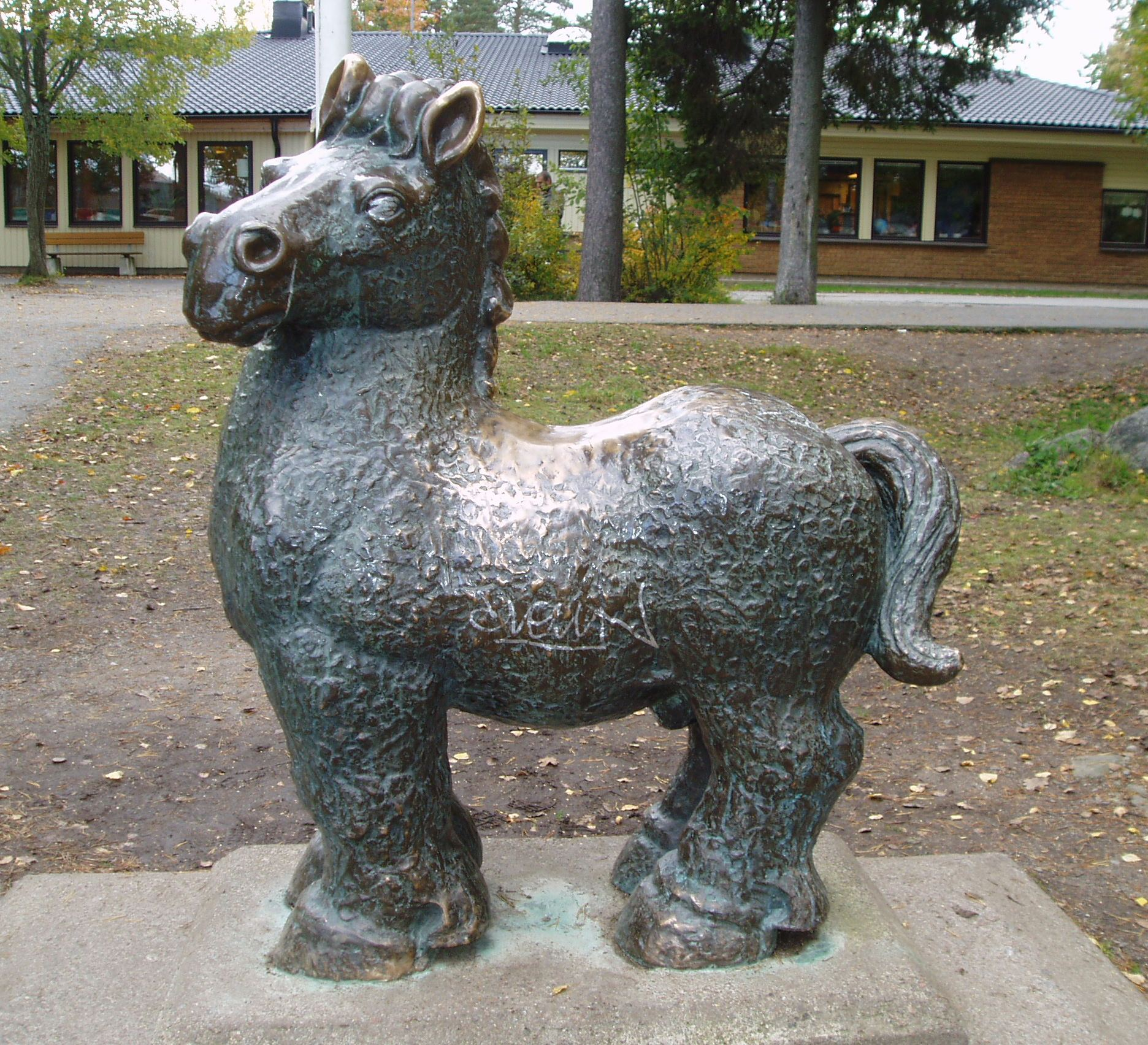
Stegrande häst, brons, 1989, Älvsdalsvägen 45 i Hässelby villastad i Stockholm
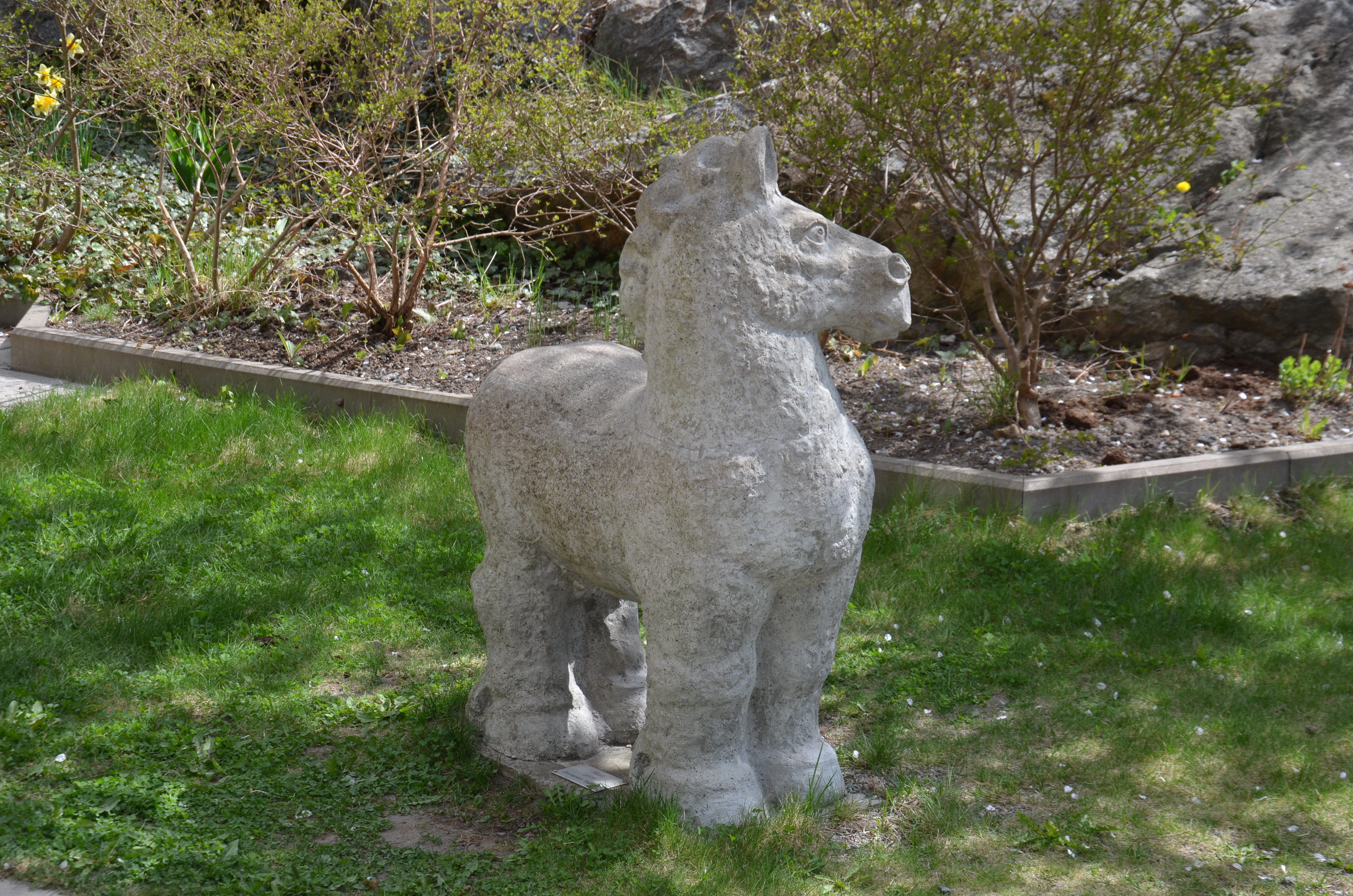
Häst, brons, 2002, Mörtviksskolan i Huddinge kommun
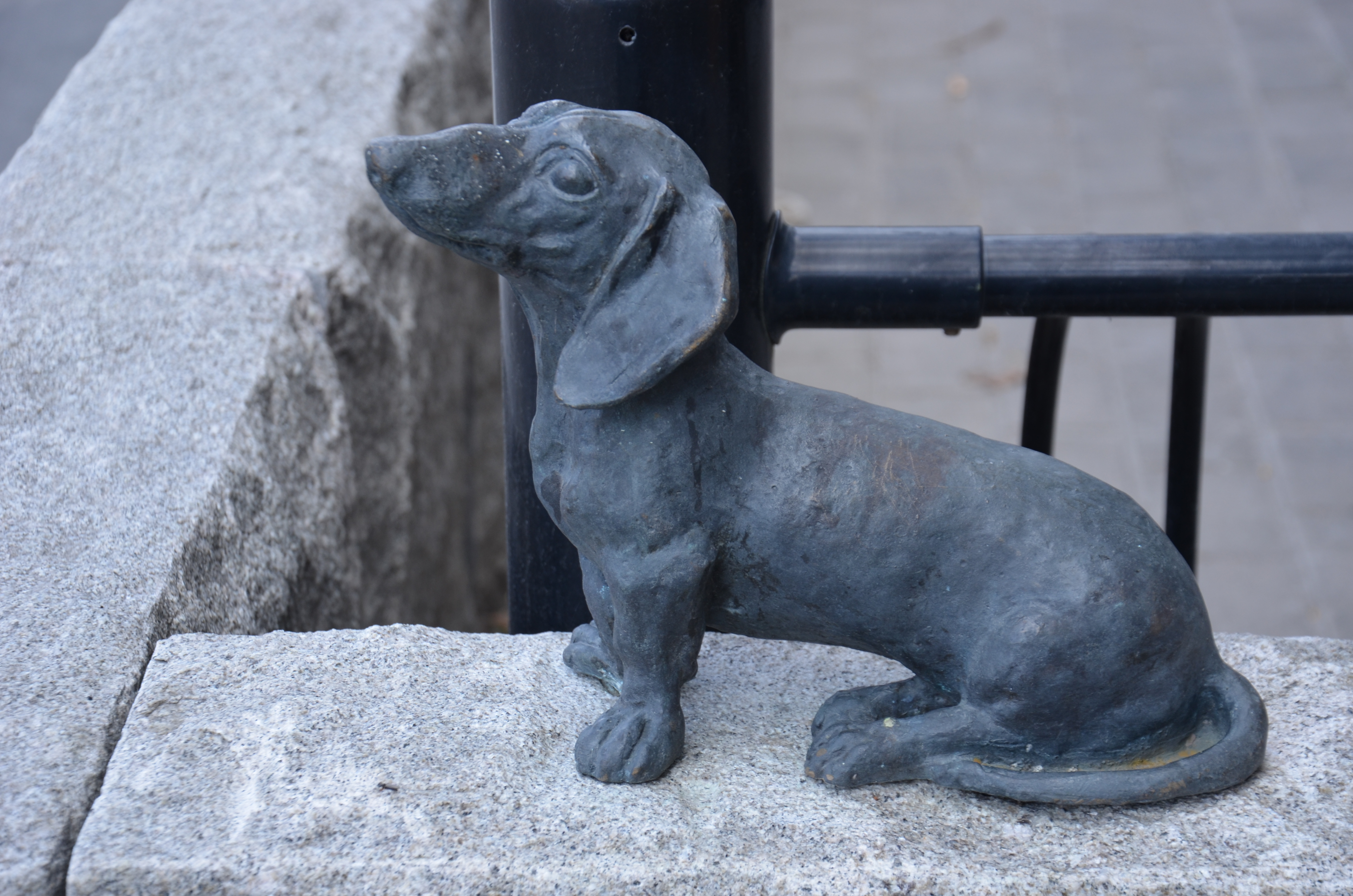
Häst, 2005, Bengt Bagares gata 2 i Sköndal, Stockholm
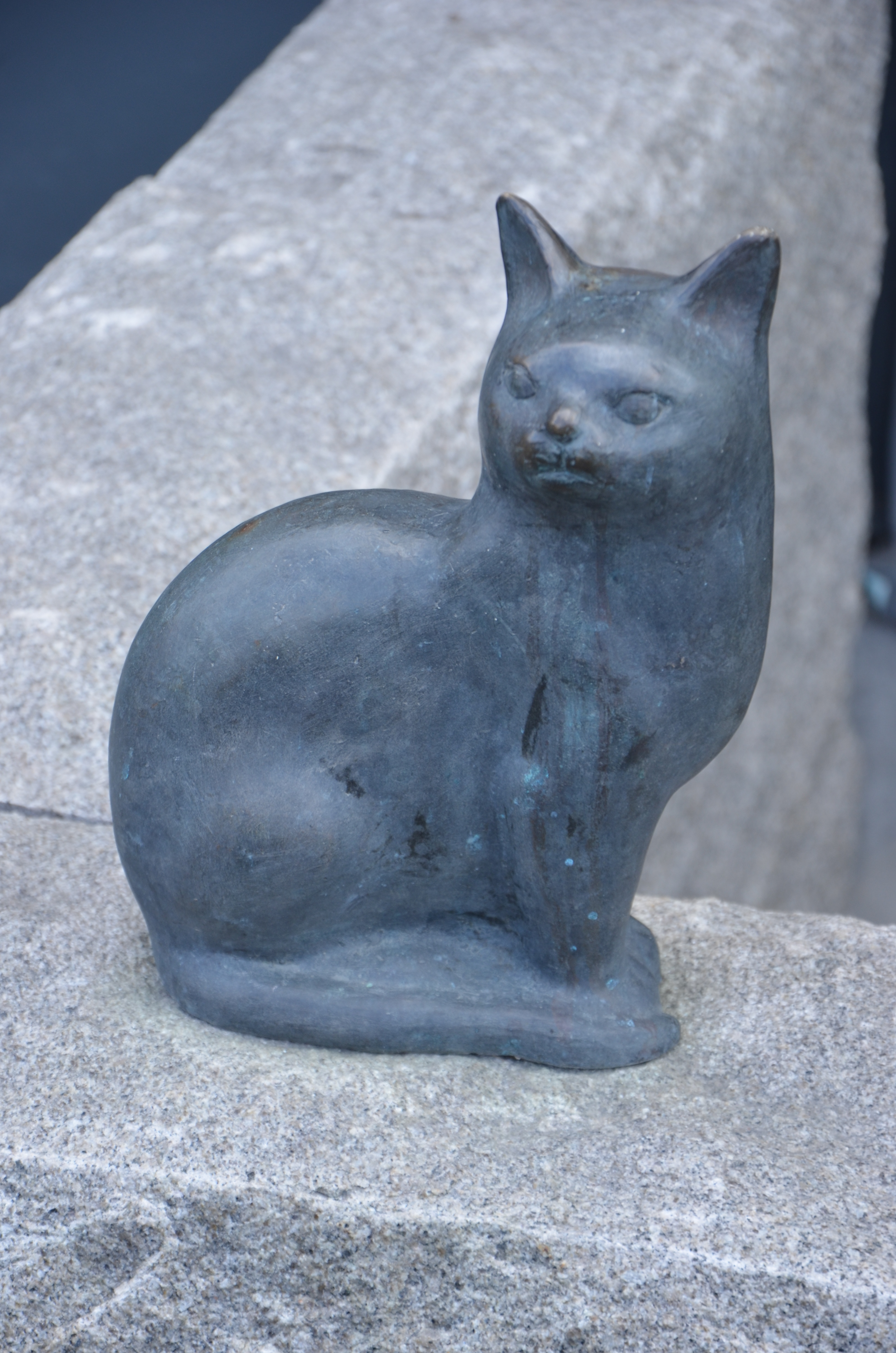
Katt, brons, 2005, Bengt Bagares gata 2 i Sköndal, Stockholm
- Hund, brons, 2005, Bengt Bagares gata 2 i Sköndal, Stockholm
- Häst, brons, Bostadsrättsföreningen Illern, Jarlaberg, Nacka
- Vattenkonst, Sjödalstorget, Huddinge centrum